# Liste d'accidents aériens dans les années 2020
Pour un article plus général, voir Liste de listes d'accidents aériens.
Cet article présente une liste d'accidents aériens dans les années 2020.